# Cejhae Greene
Cejhae Colin Greene (* 6. Oktober 1995 in Saint John’s) ist ein antiguanischer Leichtathlet, der in den Sprintdisziplinen an den Start geht.

## Leben
Cejhae Greene wurde in der antiguanischen Hauptstadt St. John’s geboren, wo er die Princess Margaret School besuchte. Nach dem Abschluss schrieb er sich bereits 2012 an der Florida State University ein, konnte dort dann allerdings erst 2014 sein Studium der Verbraucherökonomie aufnehmen. 2017 wechselte er an die University of Georgia. Heute trainiert er in Fort Lauderdale.

## Sportliche Laufbahn
Greene nahm erstmals 2011 an internationalen Meisterschaften im Sprint teil. Im Juli trat er über 100 und 200 Meter bei den U18-Weltmeisterschaften in Lille an, schied allerdings in beiden Disziplinen nach dem Vorlauf aus. Ende desselben Monats belegte er mit der Staffel den fünften Platz bei den U20-Panamerikameisterschaften in Florida. Über 100 und 200 Meter trat er im folgenden Jahr auch bei den U20-Weltmeisterschaften in Barcelona an. Während er im Halbfinale der 200 Meter nicht an den Start gehen konnte, verpasste er in selbigen über 100 Meter mit der Zeit von 10,55 s den Einzug in das Finale. 2014 trat Greene über 100 Meter zum zweiten Mal bei U20-Weltmeisterschaften an. Diesmal gelang ihm der Einzug in das Finale, in dem er mit 10,43 s den fünften Platz erreichte. Im August trat er mit der 4-mal-100-Meter-Staffel bei den Commonwealth Games in Glasgow an und konnte mit ihr den siebten Platz belegen.
2015 trat er mit der Staffel bei den Panamerikanischen Spielen in Toronto an, mit der er in das Finale einziehen konnte, worin die Staffel allerdings disqualifiziert wurde. Im Frühjahr 2016 stellte Greene mit 10,01 s eine neue Bestzeit über 100 Meter auf und schaffte damit die Qualifikation für die Olympischen Sommerspiele in Rio de Janeiro. Dort gelang es ihm sich für das Halbfinale zu qualifizieren, worin er allerdings mit 10,13 s ausschied. Später trat er auch mit der Staffel an, ohne mit ihr den Vorlauf überstehen zu können. Auch 2017 lief er erneut schnelle Zeiten über 100 Meter und konnte somit im August bei den Weltmeisterschaften in London antreten. Wie ein Jahr zuvor in Brasilien konnte er auch bei seiner Weltmeisterschaftspremiere das Halbfinale erreichen, schied darin allerdings als Letzter seines Laufes aus. 2018 nahm er zum zweiten Mal an den Commonwealth Games teil. Mit der Staffel konnte er nicht antreten, über 100 Meter konnte er zunächst in das Halbfinale einziehen, schied darin allerdings als Sechster seines Laufs aus. Im Juli stellte Greene im Halbfinale der 100 Meter bei den Zentralamerika- und Karibikspielen in Kolumbien mit 10,00 s persönliche Bestzeit auf. Im Finale konnte er mit 10,16 die Bronzemedaille gewinnen. 2019 nahm er zunächst in Lima zum zweiten Mal an den Panamerikanischen Spielen teil, bei denen er über 100 Meter ebenfalls Bronze gewinnen konnte. Bei den Weltmeisterschaften in Doha scheiterte er anschließend bereits im Vorlauf.
2021 bestätigte Greene im April seine Bestleistung von 10,00 s über 100 Meter und qualifizierte sich damit auch für seine zweite Teilnahme an den Olympischen Sommerspielen in Tokio. Nachdem er 2016 in Rio de Janeiro noch in das Halbfinale einzog, verpasste er diesmal mit 10,25 s den Sprung in die nächste Runde. Während der Eröffnungsfeier war er, gemeinsam mit der Schwimmerin Samantha Roberts, sowie auch der Schlussfeier der Fahnenträger seiner Nation. 2022 startete Greene erneut bei den Weltmeisterschaften. Er trat im ersten der Vorläufe an und verpasste als Vierter seines Laufes knapp den Einzug in das Halbfinale. Auch 2023 trat er im 100-Meter-Lauf bei den Weltmeisterschaften in Budapest an. Als Sechster seines Vorlaufes hatte er keine Chance auf das Halbfinale.

## Wichtige Wettbewerbe
| Jahr                            | Veranstaltung                     | Ort                             | Platz                           | Disziplin                       | Zeit                            |
| Startet für Antigua und Barbuda | Startet für Antigua und Barbuda   | Startet für Antigua und Barbuda | Startet für Antigua und Barbuda | Startet für Antigua und Barbuda | Startet für Antigua und Barbuda |
| ------------------------------- | --------------------------------- | ------------------------------- | ------------------------------- | ------------------------------- | ------------------------------- |
| 2011                            | U18-Weltmeisterschaften           | Lille                           | 24.                             | 100 m                           | 10,94 s                         |
| 2011                            | U18-Weltmeisterschaften           | Lille                           | 17.                             | 200 m                           | 21,81 s                         |
| 2012                            | U20-Weltmeisterschaften           | Barcelona                       | 14.                             | 100 m                           | 10,55 s                         |
| 2014                            | U20-Weltmeisterschaften           | Eugene                          | 5.                              | 100 m                           | 10,43 s                         |
| 2014                            | Commonwealth Games                | Glasgow                         | 7.                              | 4 × 100 m                       | 40,45 s                         |
| 2015                            | Panamerikanische Spiele           | Toronto                         |                                 | 4 × 100 m                       | DSQ                             |
| 2016                            | Olympische Sommerspiele           | Rio de Janeiro                  | 18.                             | 100 m                           | 10,13 s                         |
| 2016                            | Olympische Sommerspiele           | Rio de Janeiro                  | 12.                             | 4 × 100 m                       | 38,44 s                         |
| 2017                            | Weltmeisterschaften               | London                          | 24.                             | 100 m                           | 10,64 s                         |
| 2018                            | Commonwealth Games                | Gold Coast                      | 11.                             | 100 m                           | 10,39 s                         |
| 2018                            | Zentralamerika- und Karibikspiele | Barranquilla                    | 3.                              | 100 m                           | 10,16 s                         |
| 2019                            | Panamerikanische Spiele           | Lima                            | 3.                              | 100 m                           | 10,23 s                         |
| 2019                            | Weltmeisterschaften               | Doha                            | 33.                             | 100 m                           | 10,33 s                         |
| 2021                            | Olympische Sommerspiele           | Tokio                           | 27.                             | 100 m                           | 10,25 s                         |
| 2022                            | Weltmeisterschaften               | Eugene                          | 28.                             | 100 m                           | 10,17 s                         |
| 2023                            | Weltmeisterschaften               | Budapest                        | 33.                             | 100 m                           | 10,29 s                         |

## Persönliche Bestleistungen
Freiluft
- 100 m: 10,00 s, 29. Juli 2018, Barranquilla
- 200 m: 20,59 s, 22. Juli 2017, Heusden-Zolder

Halle
- 60 m: 6,61 s, 9. März 2018, College Station